# Ran Danker
Ran Danker (hebraico: רן דנקר; nascido Khalil Danker em 7 de janeiro de 1984) é um ator, cantor e modelo israelense. Filho do ator israelense Eli Danker. Ele cantou canções como "אני אש" ("Eu sou Fogo"). Também estrelou a série israelense Hashir Shelanu e o filme israelense de 2009 Pecado da Carne, interpretando o estudante Ezri, que se apaixona por um judeu casado chamado Aaron, interpretado por (Zohar Strauss).

## Início da vida
Danker nasceu na Virgínia, Estados Unidos. Foi para Israel com sua mãe quando ele tinha 2 anos de idade. Ele cresceu no bairro Bavli em Tel Aviv. Durante esse tempo foi um membro da Ha-Horesa,  cantando no coral do movimento de jovens escoteiros. Rumo ao colégio, Ran e sua mãe se mudaram para Poleg, Netanya. Entre a escola e seu serviço militar, Ran participou de alguns comerciais de TV: a promoção do Canal 10, um comercial do Banco Leumi, e de um telefone celular da empresa Cellcom. Quando adolescente, Ran era entregador de pizza em Netanya. 

## Carreira
Ele estrelou em Restless em 2008, e a partir de 2004, três temporadas da série musical de TV Hashir Shelanu (Nossa Canção). Ele também esteve em dois shows infantis, uma produção musical do The Sound of Music, em Tel Aviv. Ele também modelou para Diadora. Em The Sound of Music interpretou Rolf, um carteiro nazista que se apaixonou por Liesl, a filha mais velha da família von Trapp. Ran participou de 40 shows até que  deixou pelo Festigal 2005. Fez muitas dublagens para filmes da Walt Disney Em 2007, ele saiu com seu álbum de estréia, Shavim (hebraico: שווים, "igual"), com o guitarrista Ilai Botner. Ele foi descrito como um " galã ", e, como um das duas celebridades masculinas mais comentadas em Israel (juntamente com Yehuda Levi). Ele contracenou com o ator Zohar Strauss, no papel principal, como um amante gay, no filme Pecado da Carne, um drama de 2009. Em 2008, começou a filmar o drama musical diário  Danny Hollywood, que já começou sua segunda temporada há não muito tempo atrás. Danker interpreta o personagem principal, Danny. O espetáculo trata de viagens no tempo. Em 2011, começou a filmar o drama semanal " The Gordin Cell " , que começou a ser transmitido em janeiro de 2012. Danker interpreta o personagem principal, Eyal " Alik " Gordin.

## Premiações  e reconhecimentos
Em dezembro de 2005 Ran ganhou o Prêmio Tela Ouro como melhor ator, por seu papel em Our Song. Em janeiro de 2006, ele ganhou o Prêmio Canal Kids, para a mesma categoria. Além disso, os leitores da popular "PNAI Plus"  concederam-lhe o título de ator do ano em 2006, e o de solteiro mais cobiçado em 2007.

## Filmografia
- Rabies (2010)
- Festigal (2004, 2005)
- HaShir Shelanu (2004–2007)
- Restless (2008)
- Danny Hollywood (2008–2009)
- Pecado da Carne (2009)
- Gordin Cell (2012)

## Discografia
- Shavim (2007)